# 스웨덴 육군
스웨덴 육군(스웨덴어: Svenska armén)은 스웨덴군의 육상 부대이다.

## 역사
스베아 생명수비대는 1521년까지 거슬러 올라가는데, 달라르나의 남자들은 덴마크가 지배하는 칼마르 동맹에 대항한 스웨덴 독립 전쟁에서 저항적인 귀족 구스타브 1세 바사를 위한 경호원으로 16명의 능력 있는 남자들을 선택했고, 따라서 현재의 생명수비대는 여전히 세계에서 가장 오래된 연대 중 하나로 활동하고 있다.
1901년, 스웨덴은 징병제를 도입했다. 징병제는 2010년에 폐지되었지만 2017년에 부활했다.

## 조직
스웨덴 육군의 평시 조직은 여러 부서의 여러 연대로 나뉜다. 냉전이 끝난 후 활동하는 연대의 수는 감소했다. 그러나 스웨덴 육군은 다시 한번 확장하기 시작했다. 연대는 군대의 다양한 대대와 국내 경비병을 훈련시키는 훈련 조직을 구성한다.
스웨덴군은 최근 징병제에 기초한 징병제에서 전문적인 국방 조직으로의 전환을 경험했다. 이것은 냉전으로부터 대중군을 버리고 현대 기동전에 더 적합한 군대를 개발함과 동시에 더 높은 준비태세를 유지하려는 더 큰 목표의 일부이다. 2014년 이후, 스웨덴군은 8개의 기계화 보병 대대를 언제든지 즉시 이용할 수 있고 71개 대대의 전 병력이 1주일 내에 배치될 준비가 되어 있는 상근 또는 비상근 근무를 하는 약 50,000명의 군인을 보유하고 있다. 정규 군대는 8개의 기계화 기동 대대, 포병 대대, 대공 대대, 전투 공병 대대, 경비대, 물류 대대 및 4개의 예비 중무장 대대와 40개의 영토 방위 대대로 구성된다. 이 대대는 핵심 부대이지만 모든 부대는 완전히 모듈식이며 임무에 따라 다른 부대로 중대에서 여단까지 전투 팀을 배치할 수 있다. 중앙 지휘부 아래에는 대형 전투 그룹을 처리할 수 있는 총 6명의 상시 참모, 4개의 지역 참모와 2개의 여단 참모가 있다.